# Izabelina gotika
Izabelina gotika  (v španščini Gótico Isabelino) ali kastiljska pozna gotika je bil prevladujoči arhitekturni slog kraljestva Kastilija v času vladavine katoliških kraljev, kraljice Izabele I. in kralja Ferdinanda II. v poznem 15. stoletju in zgodnjem 16. stoletju. Francoz Émile Bertaux je slog poimenoval po kraljici Izabeli.
Predstavlja prehod med poznogotsko in zgodnjerenesančno arhitekturo z izvirnimi značilnostmi in dekorativnimi vplivi kastiljske tradicije, flamske, mudéjarske in v veliko manjši meri italijanske arhitekture. Upoštevanje ali ne izbire Izabeline kot gotskega ali renesančnega sloga ali eklektičnega sloga ali kot faze znotraj večje generacije plateresco je vprašanje, o katerem razpravljajo umetnostni zgodovinarji in je nerešeno.

## Pregled
Izabelini slog je vnesel več strukturnih elementov kastiljske tradicije in značilne flandrijske razkošne oblike ter nekatere okraske Mudéjar vpliva. Mnoge stavbe, ki so bile zgrajene v tem slogu, sta naročila katoliška kralja ali pa sta jih na nek način sponzorirala. Podoben slog, imenovan Manueline, se je istočasno razvil na Portugalskem. Najočitnejša značilnost Izabelinega sloga je prevladovanje heraldičnih in epigrafskih motivov, zlasti simbolov grba ter granatnega jabolka, ki se nanašajo na katoliška kralja. Značilnost tega obdobja je tudi okrasje z uporabo motivov kroglic, obdelanih v mavcu ali vklesanih v kamen.
Potem ko sta katoliška kralja leta 1492 končala Rekonkvisto in začeli kolonizacijo Amerik, je Španija začela razvijati zavest o svoji naraščajoči moči in bogastvu in v svoji razvejanosti začela obdobje gradnje velikih spomenikov, ki jo simbolizirajo. Številni od teh spomenikov so bili zgrajeni na ukaz kraljice; tako je Izabelina gotika pokazala željo španskih vladajočih slojev, da pokažejo svojo moč in bogastvo. To razkošje je našlo vzporeden izraz v izjemni bogati dekoraciji, ki so jo poimenovali plateresco.
Sklicevanja na klasično antiko v španski arhitekturi so bila bolj literarna, medtem ko je v Italiji razširjenost stavb iz rimske dobe dala gotiki pomen, prilagojen italijanskemu klasicističnemu okusu. Dokler se na Iberskem polotoku ni prijela renesansa, se je prehod iz moderne v rimsko arhitekturo v španski arhitekturi komaj začel. Ti izrazi so bili uporabljeni z drugačnim pomenom, kot bi pričakovali – moderni, prvotno španski slog, se je skliceval na gotiko in njeno racionalno učinkovitost, medtem ko je bil rimski neoklasicistični ali čustveni in senzualistični slog italijanska renesančna arhitektura.
Ne glede na prostorske značilnosti notranjosti so gotske stavbe uporabljale preizkušene strukturne sisteme. Gotski slog na Iberskem polotoku je pod vplivom lokalne tradicije doživel vrsto sprememb, vključno z veliko manjšimi okni, ki so omogočala gradnjo streh z bistveno manjšim naklonom. To je ustvarilo resnično izviren slog, vendar bolj učinkovito gradnjo. Španski arhitekti, vajeni svojih gotskih strukturnih konvencij, so z zaničevanjem gledali na vidne kovinske opore, ki so jih bili italijanski arhitekti prisiljeni postaviti na oboke svojih stavb, da bi se uprli vodoravnemu potisku, medtem ko so se njihovi lastni gotski načini gradnje temu problemu izognili.
Razvoj klasične arhitekture na Iberskem polotoku je, tako kot drugod, v stoletjih gradnje stavb, ki so potekale v gotski tradiciji, zamrl in tja je pozno prispelo neoklasicistično gibanje italijanske renesanse. Edinstven slog s sodobnimi elementi se je razvil iz gotske dediščine v Španiji. Morda je najboljši primer tega sinkretističnega sloga samostan San Juan de los Reyes v Toledu; ki ga je zasnoval arhitekt Juan Guas, se njegovi gotski ideali izražajo bolj v gradnji kot v oblikovanju notranjega prostora, saj se je odnos s prvotnimi francoskimi gotskimi tehnikami gradnje s časom umikal.
V Izabelinem slogu so dekorativne elemente italijanskega izvora kombinirali z iberskimi tradicionalnimi elementi, da so tvorili okrasne komplekse, ki so prekrivali strukture, obenem pa so obdržali številne gotske elemente, kot so fiale in šiljasti loki. Izabelinski arhitekti so se držali gotske rešitve problema, kako razporediti breme obokov, ki pritiskajo na stebre (ne na stene, kot v romanskem ali italijanskem renesančnem slogu): torej tako, da jih podprejo z ločnimi oporniki. Po letu 1530, čeprav se je Izabelin slog še naprej uporabljal in so se njegovi okraski še vedno razvijali, je španska arhitektura začela vključevati renesančne ideje o obliki in strukturi.

## Glavni arhitekti
- Juan Guas
- Egas Cueman
- Enrique Egas
- Simón de Colonia

## Seznam pomembnih objektov
- Samostan Iglesia de San Pablo v Valladolidu
- Samostan San Juan de los Reyes, Toledo
- Kraljeva kapela v iGranada
- Cerkev Santa María la Real v Aranda de Duero
- Colegio de San Gregorio v Valladolidu
- Samostan Santo Tomás v Ávila
- Kapiteljska dvorana Miraflores v Burgosu
- Palacio del Infantado v Guadalajara
- Fasada Palacio de Jabalquinto v Baeza
- Samostan San Jerónimo el Real in Madrid
- Neuporabljena opatija Santa Engracia v Zaragozi

- Palacio del Infantado v Guadalajari.
- Dvorišče levov v Palacio del Infantado
- Križni hodnik je oblikoval Juan Guas v Segovii
- Iglesia del Sagrario v Málagi
- Detajl notranje dekoracije v Policijski kapeli v stolnici v Burgosu.
- Kapiteljska dvorana Miraflores v Burgosu.
- San Jerónimo el Real v Madridu
- Veliko dvorišče Colegio de San Gregorio v Valladolidu
- Fasada cerkve San Pablo, Valladolid